# Municipalité de district de Muskoka
Pour les articles homonymes, voir Muskoka.
La municipalité de district de Muskoka est une municipalité de district ontarienne (Canada).

## Situation
Elle est située au bord du lac Huron, à deux heures de route au nord de Toronto.
Sa superficie est d'environ 6,475 km². Muskoka possède environ 1 600 lacs, et leur beauté naturelle attire plus de 2,1 millions de touristes chaque année. 
Muskoka est connu comme le pays des chalets (anglais : cottage country). Beaucoup de citadins y ont une résidence secondaire ou y prennent leur retraite.
Il y a six municipalités sur le territoire de Muskoka : les villes de Bracebridge, Gravenhurst et Huntsville,  ainsi que les cantons de Georgian Bay, Lake of Bays et Muskoka Lakes. 
Le Wahta Mohawk Territory et Moose Point 79 s'y trouvent aussi.
Le centre administratif est à Bracebridge.

## Toponyme
Muskoka vient du nom de l'un des principaux chefs de la nation des Ojibwés, William Yellowhead (en), surnommé "Musquakie" (ou "Misquuckkey"). En 1815, il signa un traité qui remettait un vaste territoire à la couronne. Le nom signifie « terre rouge ».

## Démographie
| 2001   | 2006   | 2011   | 2016   |
| ------ | ------ | ------ | ------ |
| 53 106 | 57 563 | 58 017 | 60 599 |